# Religia w województwie lubelskim
Religia w województwie lubelskim – artykuł zawiera listę kościołów i związków wyznaniowych działających na terenie województwa lubelskiego.

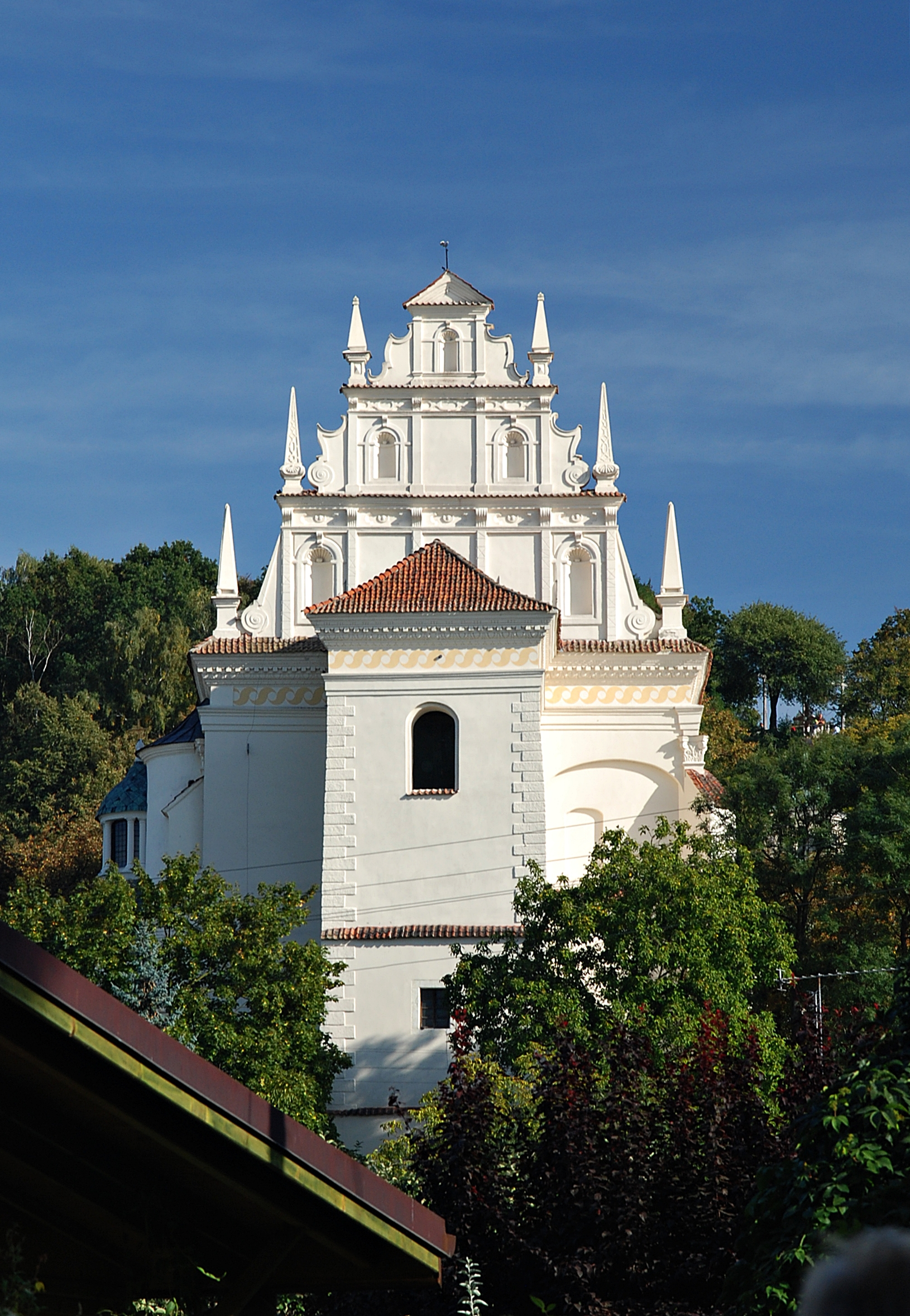
Kościół rzymskokatolicki św. Jana Chrzciciela i św. Bartłomieja w Kazimierzu Dolnym

## Katolicyzm

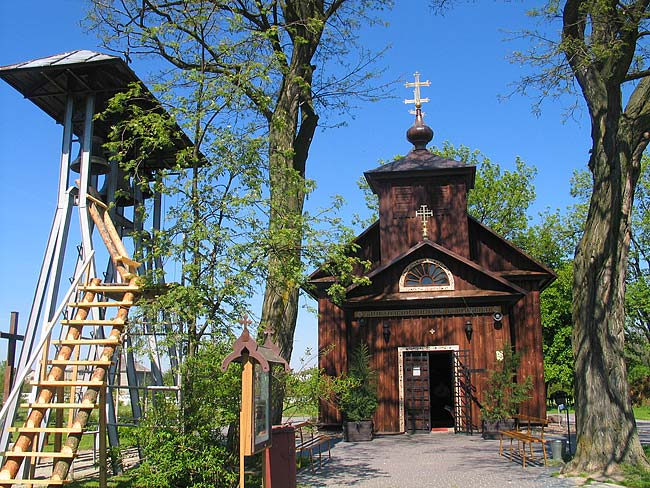
Cerkiew neounicka św. Nikity w Kostomłotach

### Kościół rzymskokatolicki
Obrządek łaciński
- Metropolia białostocka
  - Diecezja drohiczyńska (część) – dekanat Sarnaki (część)
- Metropolia częstochowska
  - Diecezja radomska (część) – dekanat zwoleński (część)
- Metropolia lubelska
  - Archidiecezja lubelska – dekanaty: Bełżyce; Bychawa; Chełm – Wschód; Chełm – Zachód; Czemierniki; Garbów; Kazimierz Dolny; Konopnica; Krasnystaw – Wschód; Krasnystaw – Zachód; Kraśnik; Lubartów; Lublin – Podmiejski; Lublin – Południe; Lublin – Północ; Lublin – Śródmieście; Lublin – Wschód; Lublin – Zachód; Łęczna; Michów; Opole Lubelskie; Piaski; Puławy; Siedliszcze; Świdnik; Turobin; Urzędów; Zakrzówek
  - Diecezja sandomierska (część) – dekanaty: Janów Lubelski; Modliborzyce; Zaklików (część); Zawichost (część)
  - Diecezja siedlecka (część) – dekanaty: Adamów; Biała Podlaska – Południe; Biała Podlaska – Północ; Hańsk; Janów Podlaski (część); Komarówka Podlaska; Łuków I; Łuków II; Międzyrzec Podlaski; Parczew; Radzyń Podlaski; Ryki; Terespol; Wisznice; Włodawa; Zbuczyn (część); Żelechów (część)
- Metropolia przemyska
  - Diecezja zamojsko-lubaczowska (część) – dekanaty: Biłgoraj – Południe (część); Biłgoraj – Północ; Grabowiec; Hrubieszów – Południe; Hrubieszów – Północ; Józefów; Krasnobród; Łaszczów; Sitaniec; Szczebrzeszyn; Tarnogród; Tarnoszyn; Tomaszów – Południe; Tomaszów – Północ; Tyszowce; Zamość

Obrządek bizantyjsko-ukraiński
- Archieparchia przemysko-warszawska
  - Dekanat przemyski (część) – parafia: Hrebenne
  - Dekanat warszawsko-lubelski (część) – parafie: Chełm; Lublin (filia: Korczmin)[1]

Obrządek bizantyjsko-słowiański (neounicki)
- Parafia: Kostomłoty (wchodzi w skład struktur Kościoła łacińskiego – metropolia lubelska, diecezja siedlecka, dekanat terespolski)[2]

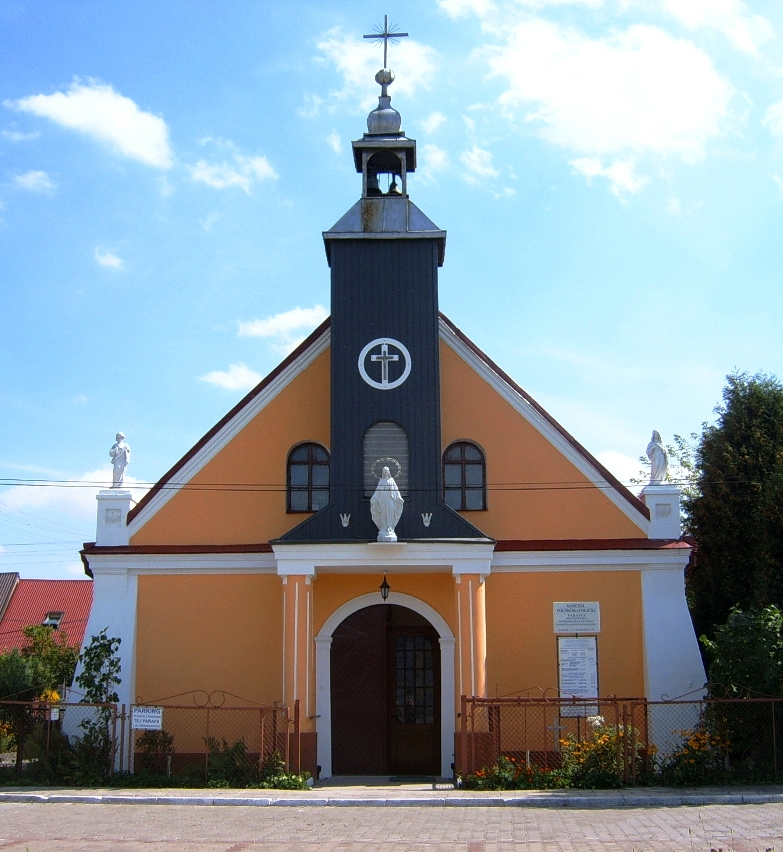
Kościół polskokatolicki Najświętszego Serca Pana Jezusa w Zamościu

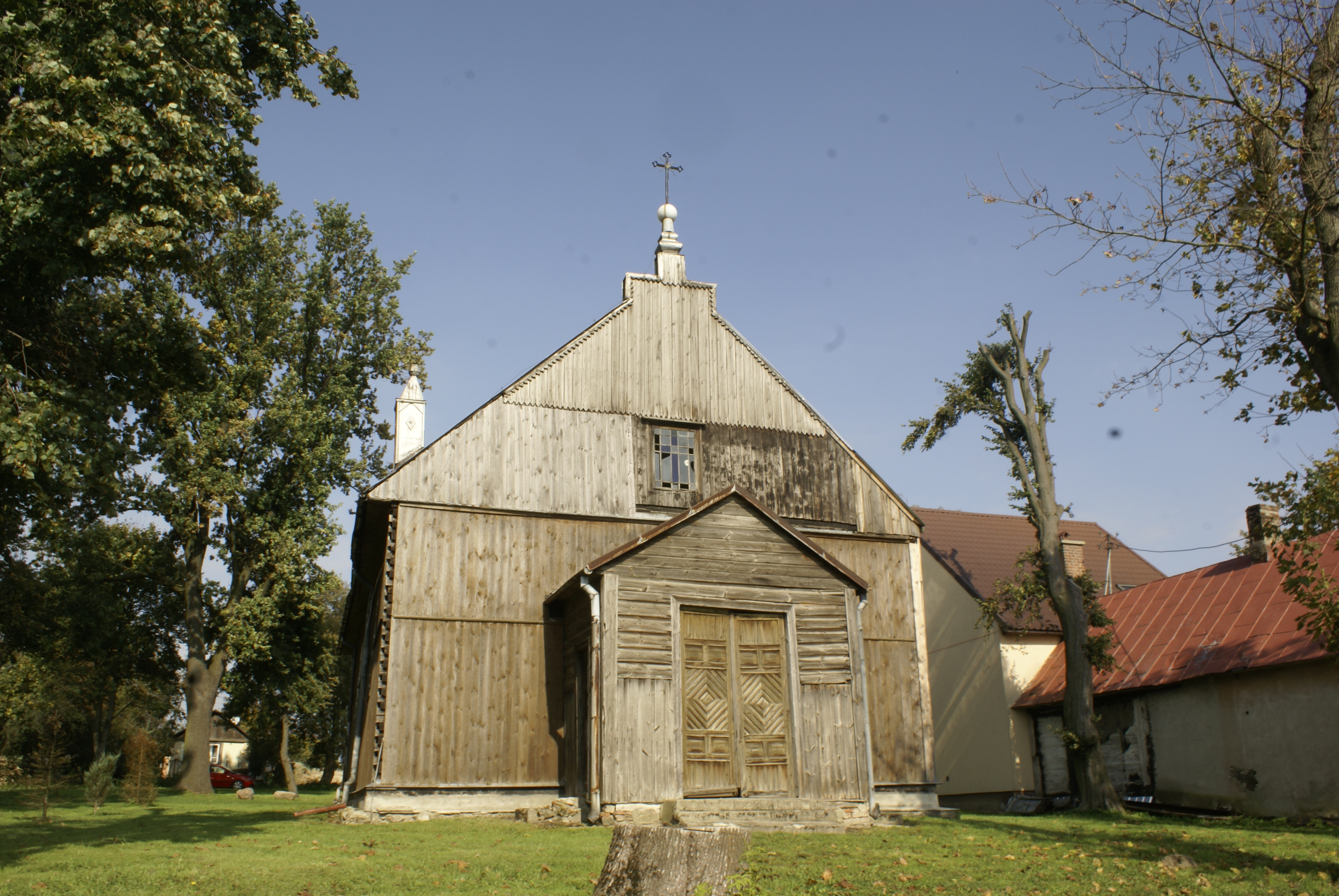
Drewniany kościół mariawicki w Łanach koło Markuszowa

### Kościoły starokatolickie

#### Polskokatolicyzm
- Kościół Polskokatolicki
  - Diecezja warszawska[3]
    - Dekanat lubelsko-chełmski – parafie: Lublin (filia: Rozkopaczew); Chełm; Kosarzew-Stróża; Majdan Leśniowski; Ruda-Huta; Turowiec
    - Dekanat warszawsko-łódzki (część) – parafia: Świeciechów Duży
    - Dekanat zamojski (część) – parafie: Długi Kąt; Horodło; Majdan Nepryski; Tarnogóra; Zamość
    - Dekanat żółkiewski – parafie: Dąbrówka; Gorzków; Gródki; Maciejów Nowy; Żółkiewka

#### Mariawityzm
- Kościół Starokatolicki Mariawitów
  - Diecezja lubelsko-podlaska (część) – parafie: Lublin; Gózd; Łany[4]
- Kościół Katolicki Mariawitów
  - Kustodia warszawska (część) – parafia: Gózd[5]
- Niezależna parafia mariawicka: Stoczek

## Prawosławie

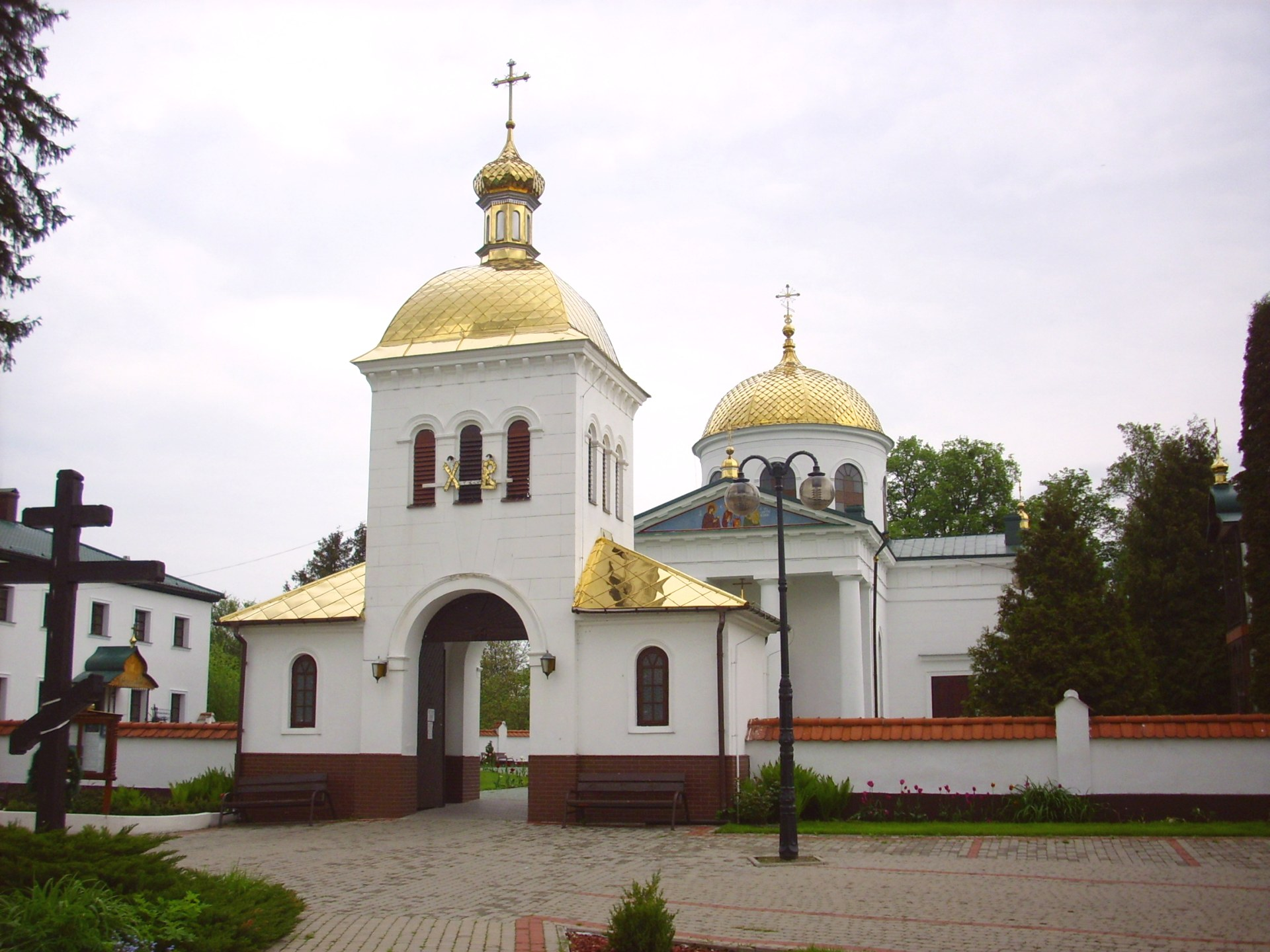
Prawosławna cerkiew klasztorna św. Onufrego w Jabłecznej

### Polski Autokefaliczny Kościół Prawosławny
- Diecezja lubelsko-chełmska
  - Dekanat Biała Podlaska (część) – parafie: Biała Podlaska (2); Kijowiec; Nosów; Zahorów (filie: Choroszczynka, Kąty)
  - Dekanat Chełm – parafie: Chełm (filie: Brzeźno, Dubienka, Wojsławice); Horostyta (filie: Hola, Kaplonosy, Kodeniec, Sosnowica); Włodawa (filia: Uhrusk)
  - Dekanat Lublin (część) – parafie: Dratów; Lublin (2) (filia parafii katedralnej: Kolechowice); Puławy
  - Dekanat Terespol – parafie: Dobratycze; Holeszów; Janówka; Kobylany; Kodeń (filia: Olszanki); Kopytów; Kostomłoty; Międzyleś (filia: Bokinka Pańska); Sławatycze; Terespol; Zabłocie
  - Dekanat Zamość – parafie: Biłgoraj (filia: Szczebrzeszyn); Bończa (filia: Wólka Kraśniczyńska); Hrubieszów (filia: Dołhobyczów); Tarnogród (filia: Korchów); Tomaszów Lubelski (filia: Łosiniec); Zamość
  - Monastery: Kostomłoty (męski); Turkowice (żeński)[6] (filia: Holeszów (skit))[7][8]
- Diecezja warszawsko-bielska
  - Monaster Stauropigialny (męski) i parafia w Jabłecznej[9][10]
- Prawosławny Ordynariat Wojska Polskiego – parafia: Biała Podlaska[11]

## Protestantyzm
- Kościół Ewangelicko-Augsburski

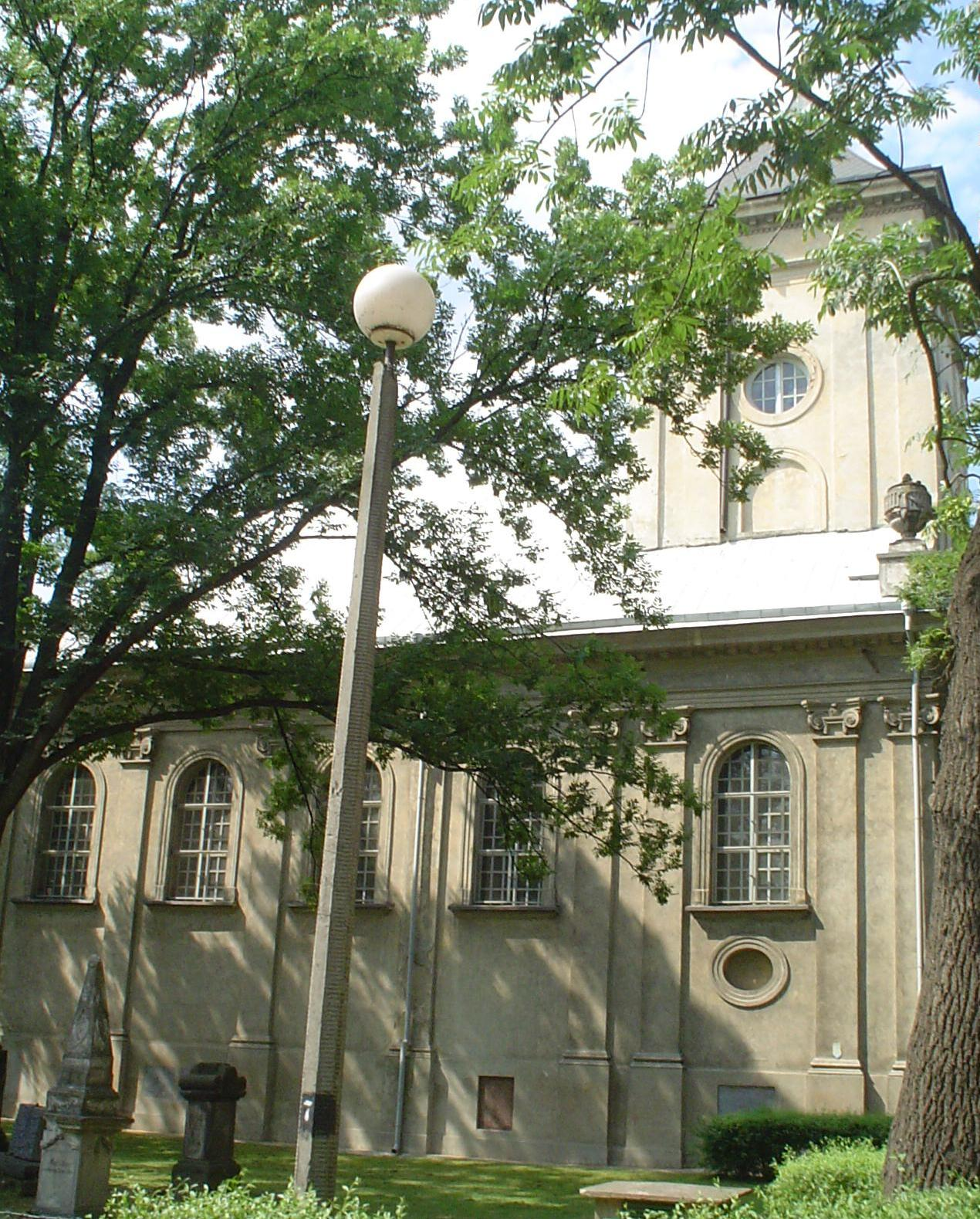
Kościół ewangelicko-augsburski Świętej Trójcy w Lublinie

  - Diecezja warszawska (część) – parafia: Lublin (filiał: Kuzawka)
- Kościół Ewangelicko-Metodystyczny – filiał w Lublinie (podlega parafii w Warszawie)
- Kościół Chrześcijan Baptystów – zbory: Lublin; Chełm; Dęblin; Kraśnik; Puławy; Rokitno; Rudka
- Kościół Zielonoświątkowy – zbory: Lublin (2); Białopole; Biłgoraj; Chełm; Hniszów; Kraśnik; Lubartów; Międzyrzec Podlaski; Parczew; Siedliszcze; Terespol; Tomaszów Lubelski; Zamość[12]
- Kościół Boży – zbór: Lublin[13]
- Kościół Boży w Chrystusie – zbór: Hrubieszów[14]
- Kościół Chrystusowy – zbory: Biała Podlaska; Lublin; Międzyleś; Muratyn[15]
- Kościół Chrześcijan Wiary Ewangelicznej – zbory: Lublin; Hrubieszów; Janów Lubelski; Łęczna; Puławy; Radzyń Podlaski; Świdnik
- Kościół Chrześcijański „Miejsce Odnowienia” – zbór: Lublin
- Kościół Ewangelicznych Chrześcijan – zbory: Lublin (filia: Lubartów); Hrubieszów; Zamość
- Kościół Nowego Przymierza – zbór: Lublin
- Kościół Wolnych Chrześcijan – zbór: Lublin
- Wspólnota Chrześcijańska „Pojednanie” – zbór: Lublin
- Kościół Adwentystów Dnia Siódmego – zbory: Lublin; Chełm; Chojeniec; Dminin; Kraśnik; Puławy; Rejowiec Fabryczny; Włodawa; Zamość
- Kościół Chrześcijański „Metodyści Puławy” – zbór: Puławy
- Kościół Jezusa Chrystusa Wiary Chrześcijańskiej – zbór: Świdnik

## Restoracjonizm
- Świadkowie Jehowy – 10 793[16] głosicieli w 84 zborach (w tym: zbór angielskojęzyczny, zbór i grupa języka migowego, zbór i grupa rosyjskojęzyczna oraz grupa ukraińskojęzyczna))[17]
  - Zbory: Annopol, Biała-Podlaska (2), Białopole, Biłgoraj (2), Biszcza, Bychawa-Krzczonów, Chełm (9), Chojno-Siedliszcze, Dęblin, Depułtycze, Garbów, Hrubieszów (2), Izbica, Jaszczów, Kołacze, Kostomłoty, Kraśnik (2), Krasnystaw (2), Latyczyn, Leśniowice, Lubartów, Lublin (17), Lubycza Królewska, Łęczna (2), Łuków, Majdan Średni, Michów, Nałęczów, Niemce, Ostrów k. Chełma, Parczew, Pełczyn, Piaski, Piotrków k. Lublina, Podgłębokie, Poniatowa, Puławy (3), Radzyń Podlaski, Rejowiec, Ryki, Świdnik (4), Terespol, Tomaszów Lubelski (2), Wisznice, Włodawa, Wojsławice, Wola Okrzejska, Wola Uhruska, Zamość (4)[17].
    - Sala Zgromadzeń, w której odbywają się zgromadzenia obwodowe znajduje się w Lublinie
      - Kongresy regionalne organizowane są w Lublinie.
- Kościół Jezusa Chrystusa Świętych w Dniach Ostatnich – zbór: Lublin
- Świecki Ruch Misyjny „Epifania” – zbory: Bukowina; Chełm; Lublin; Łosiniec; Paary; Tomaszów Lubelski; Żdanów[18]
- Zrzeszenie Wolnych Badaczy Pisma Świętego – zbory: Biłgoraj; Budziarze; Lublin; Świdnik

## Judaizm
- Związek Gmin Wyznaniowych Żydowskich w RP: Lublin (filia gminy w Warszawie)

## Islam
- Liga Muzułmańska – gmina: Lublin (Centrum Islamu)

## Buddyzm
- Buddyjski Związek Diamentowej Drogi Linii Karma Kagyu – ośrodki: Lublin; Zamość[19]
- Sōtō Zen – ośrodek: Lublin
- Gelug – Zang Dhok Palri – ośrodek: Lublin

## Hinduizm
- Instytut Wiedzy o Tożsamości „Misja Czaitanii” – ośrodek: Lublin